# Anastasio Alberto Ballestrero
Anastasio Alberto Ballestrero OCD (ur. 3 października 1913 w Genui, zm. 21 czerwca 1998 w Bocca di Magra) – włoski duchowny rzymskokatolicki, karmelita bosy, arcybiskup Bari i Turynu, kardynał, sługa Boży Kościoła katolickiego.

## Życiorys
W wieku 11 lat wstąpił do niższego seminarium karmelitów bosych, a w kilka lat później do nowicjatu tego zakonu, w którym złożył śluby wieczyste w 1934 i przyjął święcenia kapłańskie 6 czerwca 1936. W zakonie był kolejno wykładowcą teologii, przeorem klasztoru św. Anny w Genui, w latach 1948–1954 przełożonym prowincji Ligurii, a od 1955 przez dwie sześcioletnie kadencje przełożonym generalnym zgromadzenia. W tym okresie brał udział w pracach soboru watykańskiego II, przez trzy lata był też przewodniczącym Unii Przełożonych Generalnych. Odwiedził wszystkie 350 klasztorów swojego zakonu, poza Węgrami, do których odmówiono mu wjazdu.
21 grudnia 1973 został mianowany arcybiskupem Bari i kierował tą archidiecezją do 1 sierpnia 1977, kiedy to otrzymał nominację na arcybiskupa Turynu. 30 czerwca 1979 Jan Paweł II wyniósł go do godności kardynalskiej z tytułem prezbitera Santa Maria sopra Minerva. Jako ordynariusz Turynu kard. Ballestrero polecił przeprowadzić badania naukowe nad Całunem Turyńskim.
Był też przez dwie kadencje (1979–1985) przewodniczącym Konferencji Episkopatu Włoch, a w 1981 uczestniczył jako legat papieski w obchodach 400-lecia śmierci św. Teresy Wielkiej w Ávili.
31 stycznia 1989 złożył rezygnację z rządów archidiecezją turyńską. Ostatnie lata życia spędził w karmelitańskim klasztorze Krzyża Świętego w Bocca di Magra.
W 2014 rozpoczął się jego proces beatyfikacyjny.